# Ернесто Гутьєррес
Ернесто Гутьєррес (ісп. Ernesto Gutiérrez, 9 листопада 1927, Буенос-Айрес — 9 грудня 2006) — аргентинський футболіст, що грав на позиції півзахисника, зокрема за «Расінг» (Авельянеда), у складі якого — триразовий чемпіон Аргентини, а також за національну збірну Аргентини, з якою двічі ставав чемпіоном Південної Америки.

## Клубна кар'єра
У дорослому футболі дебютував 1944 року виступами за команду «Феррокаріль Оесте». З наступного року став регулярно залучатися до її складу і за три роки взяв участь у 49 матчах першості. 
1947 року перейшов до «Расінга» (Авельянеда), де відразу ж став стабільним гравцем основи. Був важливим гравцем «золотого» складу команди, який протягом 1949—1951 років тричі поспіль вигравав першість Аргентини.
Згодом протягом 1956—1958 років виступав у Європі, захищаючи кольори іспанського «Сельта Віго», після чого повернувся на батьківщину, де 1959 завершив ігрову кар'єру виступами за «Архентінос Хуніорс».

## Виступи за збірну
1947 року дебютував в офіційних матчах у складі національної збірної Аргентини. Був учасником тогорічного чемпіонату Південної Америки в Еквадорі, де взяв участь лише в одному матчі команди, яка за результатами турніру здобула свій дев'ятий титул найсильнішої збірної континенту.
Дві наступні першості континенту аргентинська збірна пропускала через конфлікт з Бразилією, а 1955 року Гутьєррес у її складі нарешті поїхав на тогорічний чемпіонату Південної Америки до Чилі. На цьому турнірі вже був основним гравцем півзахисту збірної і виходив на поле в усіх її п'яти матчах, здобувши свій другий титул чемпіона континенту.
Наступного року аналогічно не пропустив жодної гри аргентинців на чемпіонаті Південної Америки 1956 в Уругваї, де вони здобули срібні нагороди.
Загалом протягом кар'єри у національній команді провів у її формі 13 матчів.
Помер 9 грудня 2006 року на 80-му році життя.

## Титули і досягнення
- Переможець чемпіонату Південної Америки (2):

Аргентина: 1947, 1955
- Бронзовий призер Чемпіонату Південної Америки (1):

Аргентина: 1956
- Чемпіон Аргентини (3):

«Расінг» (Авельянеда): 1949, 1950, 1951